# Aurotalis
Aurotalis és un gènere d'arnes de la família Crambidae.

## Taxonomia
- Aurotalis delicatalis (Hampson, 1919)
- Aurotalis dionisa Bleszynski, 1970
- Aurotalis hermione Bassi, 1999
- Aurotalis nigrisquamalis (Hampson, 1919)
- Aurotalis similis Bassi, 1999